# Каннский кинофестиваль 1952
5-й Каннский кинофестиваль 1952 года, проходивший с 23 апреля по 10 мая в Каннах, Франция. В связи с кризисом во время холодной войны страны социалистического лагеря участие не принимали, за исключением Югославии.

## Жюри
- Морис Женевуа (председатель)
- Тони Обен
- Жорж Бидо
- Пьер Биллон
- Патрис Шаплен-Миди (артист)
- Луис Шове (журналист)
- А. де Рувр
- Гай Дессон
- Габриель Дорзиа
- Жан Древиль
- Жак-Пьер Фрогера
- Андре Лан
- Жан Минёр
- Раймон Кено
- Джордж Рагис
- Шарль Вильдрак

## Фильмы конкурсной программы
- Бессмертная песнь, режиссёр Раджарам Ванкудре Шантарам
- Американец в Париже, режиссёр Винсент Миннелли
- Человек посреди бури, режиссёр Кодзё Саеки
- Отсутствие, режиссёр Хулио Брачо
- Шинель, режиссёр Альберто Латтуада
- Заплачь, любимая страна, режиссёр Золтан Корда
- Детективная история, режиссёр Уильям Уайлер
- Два гроша надежды, режиссёр Ренато Кастеллани
- На бис, режиссёр Харольд Френч, Пэт Джексон и Энтони Пелиссье
- Фанфан-Тюльпан, режиссёр Кристиан-Жак
- Повесть о Гэндзи, режиссёр Кодзабуро Ёсимура
- Полицейские и воры, режиссёр Марио Моничелли и Стено
- Сердце мира, режиссёр Харальд Браун
- Она танцевала одно лето, режиссёр Арне Маттсон
- Сын Нила, режиссёр Юсеф Шахин
- Ночь любви, режиссёр Ахмад Бадракан
- Мария Морена, режиссёр Хосе Мария Форке и Педро Ласага
- Медиум, режиссёр Джан Карло Менотти
- Мёртвый город, режиссёр Фриксос Илиадис
- Все мы убийцы, режиссёр Андре Кайат
- Аварийная посадка, режиссёр Арне Скоуэн
- Отелло, режиссёр Орсон Уэллс
- Парсифаль, режиссёр Дэниел Мангране и Карлос Серрано де Осма
- Это случилось в моем квартале, режиссёр Марио Соффичи
- Лестница в небо, режиссёр Луис Бунюэль
- Три женщины, режиссёр Андре Мишель
- Умберто Д., режиссёр Витторио Де Сика
- Среди тысячи фонарей, режиссёр Эрих Энгель
- Вива, Сапата!!, режиссёр Элиа Казан
- Der Weibsteufel, режиссёр Вольфганг Либенайнер
- The Smugglers' Banquet, режиссёр Анри Сторк
- Das Letzte Rezept, режиссёр Рольф Ханзен
- Nami, режиссёр Нобору Накамура
- Surcos, режиссёр Хосе Антонио Нивз Конде
- Tico-Tico no Fubá, режиссёр Адольфо Чели

## Фильмы вне конкурсной программы
- Багряный занавес, режиссёр Александр Астрюк

## Награды
- Большой приз фестиваля
  - Два гроша надежды, режиссёр Ренато Кастеллани
  - Отелло, режиссёр Орсон Уэллс
- Особый приз жюри: Все мы убийцы, режиссёр Андре Кайат
- Приз за лучшую мужскую роль: Марлон Брандо - Вива, Сапата!!
- Приз за лучшую женскую роль: Ли Грант - Детективная история
- Лучший режиссёр: Кристиан-Жак - Фанфан-Тюльпан
- Лучший сценарий: Пьеро Теллини - Полицейские и воры
- Лучшая музыка: Свен Хёльд - Она танцевала одно лето
- Лучший лирический фильм: Медиум - Джан Карло Менотти
- Приз за лучший короткометражный фильм: Шотландский совет - Херман Ван Дер Хорст
- Приз Международной Католической организации в области кино (OCIC): Два гроша надежды, режиссёр Ренато Кастеллани
- Особый приз Международной Католической организации в области кино (OCIC): Жизнь Иисуса, режиссёр Марсель Жибо